# Индийские армады
Индийские Армады Португалии (порт. Armadas da Índia) — серия морских экспедиций (1497—1511), организованных королевством Португалия в Индию через мыс Доброй Надежды по маршруту, открытому Васко да Гама.

## Предыстория

Первое путешествие в Индию Васко да Гама (1497—1499)

Начиная со времен Энрике Мореплавателя, в течение почти всего XV века португальцы предпринимали попытки достичь Индии. Хорошо экипированные и вооружённые морские экспедиции, организованные королями, продвигались всё дальше на юг вдоль западного побережья Африки. В 1488 году Бартоломеу Диаш первым из европейцев достиг мыса Доброй Надежды, обогнул Африку и вышел в Индийский океан. Вместе с тем, купцы и монахи посылались по суше разведывать хорошо известный аравийцам морской путь от восточной Африки в Индию. Путешественник и мореплаватель Перу да Ковильян, превосходно владеющий арабским языком, был послан королём Жуаном II в Каир, откуда он отплыл в Индию и вернулся через Мозамбик в Африку. Перу да Ковильяну удалось передать в Португалию отчёт о своём путешествии и рекомендации, как достичь Индии.
Кульминацией всех накопленных португальцами знаний явилась экспедиция Васко да Гама, которая в 1497—1499 годах обогнула мыс Доброй Надежды, проплыла на северо-восток вдоль побережья Африки, пересекла Индийский океан и достигла Малабарского берега Индии.
Маршрут, которым проплыл Васко да Гама, получил название «Carreira da Índia».
Экспедиция Васко да Гама получилась невероятно выгодной экономически — стоимость привезённых специй во много раз превысила затраты на саму экспедицию, даже с учётом того, что два корабля из четырёх и две трети команды были потеряны. Начиная с 1500 года, португальское королевство стало организовывать ежегодные экспедиции в Индию, называемые армадами, по маршруту Васко да Гама. Всего с 1497 года до середины XVII века Португалия снарядила и отправила в Индию по этому маршруту 1033 корабля.

## Сроки и маршруты экспедиций
Путь в Индию, как и обратный путь, занимал около 6 месяцев. Самым важным моментом в плавании было правильно учесть муссонные ветры Индийского океана. Муссоны Индийского океана — это очень сильные ветры, дующие от Восточной Африки в сторону Индии летом (с апреля до сентября), и от Индии в сторону Восточной Африки зимой (с октября по март). Плаванием было наилучшим по климатическим условиям, если удавалось отправиться с берегов Восточной Африки летом, а отплыть из Индии обратно с началом зимы.
Васко да Гама, отплывший от Малинди в Восточной Африке в мае, за 23 дня пересёк Индийской океан. В обратный путь Васко да Гама, проигнорировавший информацию о муссонах, отправился 29 августа. Путь через индийский океан занял 132 дня, и на этом этапе пути из-за болезней и недостатка пресной воды потери среди экипажа были особенно высоки. Поэтому, начиная с 1500 года, армады обычно отплывали из Португалии весной (февраль — апрель). К лету (июнь — июль), корабли проходили мыс Доброй Надежды, к августу подымались вдоль побережья Африки примерно до Момбаса в Кении, откуда пересекали Индийский океан как раз захватывая летние муссоны. Дорога обратно обычно начиналась в январе, с попутными зимними муссонами. В Португалию корабли приходили в этом случае к лету.
Из-за этих временных ограничений, зачастую армада выходила из Португалии не дождавшись возвращения предыдущей. Отчёты о положении дел в Индии от предыдущей экспедиции обычно получались в портах Африки, куда заходила возвращающаяся армада. Путь через Индийский океан, при котором Мадагаскар огибался с востока, хотя и предполагал больше дней в открытом океане, но снимал жёсткие временные ограничения, поскольку при этом маршруте обходилась область Муссонов Индийского океана. Стратегия, выработанная португальцами, предусматривала, что если армада, следующая в Индию, успевала пройти мыс Доброй Надежды до середины июля, корабли следовали в Мозамбикский пролив. После этого маршрут лежал вверх по побережью Африки примерно до уровня экватора, и с муссонными ветрами армада пересекала Индийский океан. Если же армада не успевала пройти мыс Доброй Надежды до середины июля, корабли брали сразу направление на северо-восток, огибая южную оконечность Мадагаскара, и далее, через Маскаренские острова пересекали Индийский океан.

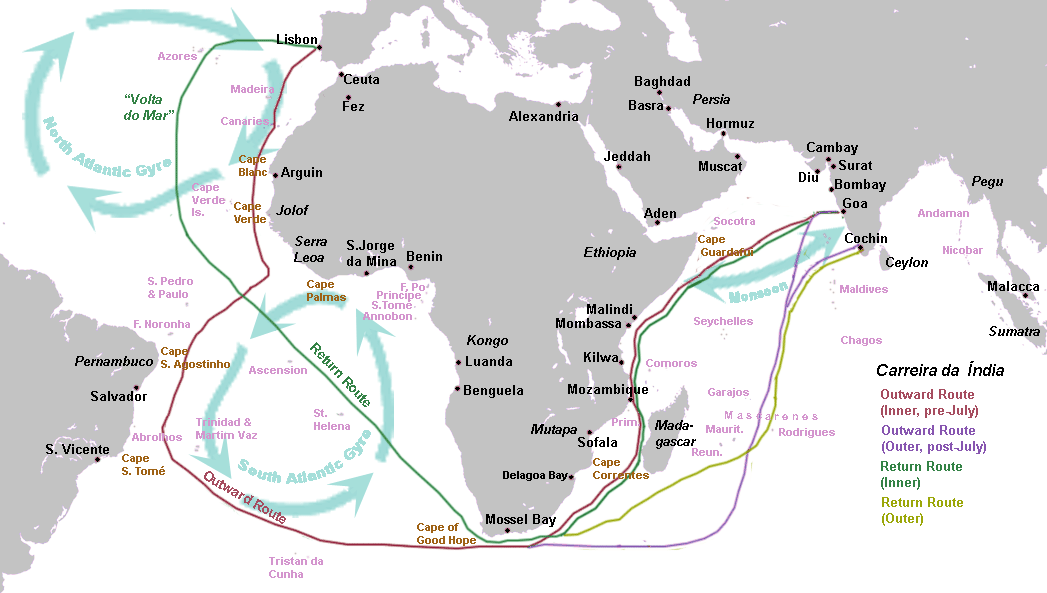
Маршрут португальских экспедиций в Индию в XV веке (Carreira da Índia)

Кроме этого, по ходу маршрута, на отрезке до мыса Доброй Надежды армадам приходилось учитывать:
- Канарское течение,
- ураганы Кабо-Верде,
- область пониженного давления в районе Сьерра-Леоне,
- Южно-атлантическое течение[англ.],
- пассаты,
- течение Западных Ветров,
- Южное Пассатное течение,
- Экваториальное течение,
- Бенгельское течение,
- Бразильское течение.

После мыса Доброй Надежды:
- Течение мыса Игольного, и уже упомянутые
- муссонные ветры Индийского океана.

## Места стоянок по маршруту

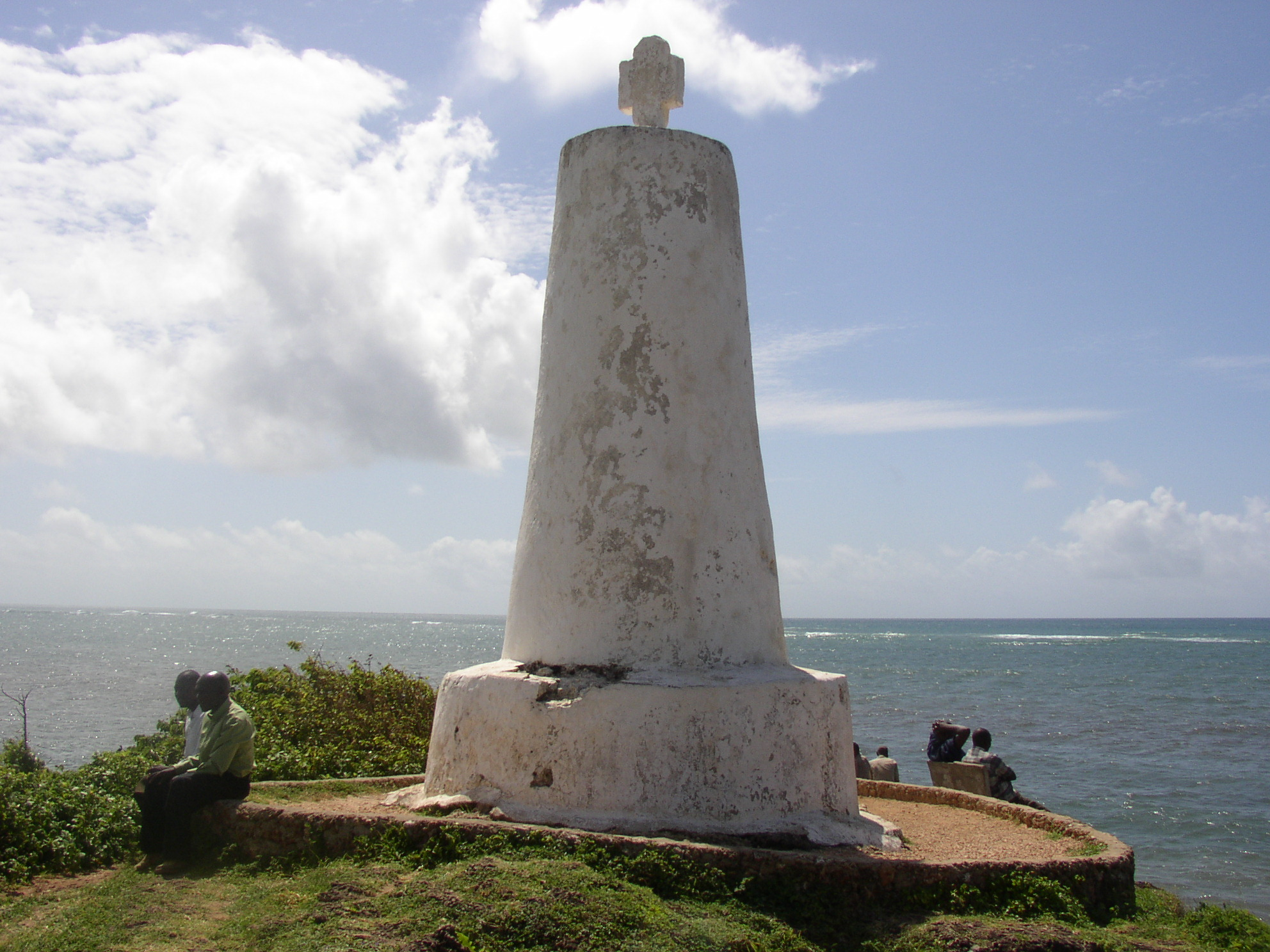
Падран Васко да Гама в Малинди, Кения

Первые острова на пути в Индию — Канарские острова — принадлежали злейшим конкурентам Португалии на море — испанцам. Португальские корабли старались заходить на Канарские острова только в экстренных случаях. Поэтому первый заход был обычно в Кабо-Верде, Бижагош или где-нибудь на побережье Сенегала. Дальше по маршруту португальцам приходилось отклоняться сильно на юго-запад, вплоть до берегов Бразилии, открытой именно на пути в Индию 2-й армадой под командованием Кабралa. И хотя заход в Бразилию никогда не был в официальных планах экспедиций, корабли нередко заходили в Кабу-ди-Санту-Агостинью пополнить запасы воды. Из-за постоянных штормов около мыса Доброй Надежды корабли останавливались на стоянку только в Мосселбай. Следующую стоянку делали в Мозамбикском проливе. Двигаясь вдоль африканского побережья на северо-восток, корабли могли остановиться в Мозамбике, в Софале, и дальше в Килва-Кисивани, Занзибаре, Момбасе, Малинди и Могадишо.

## Организация армад

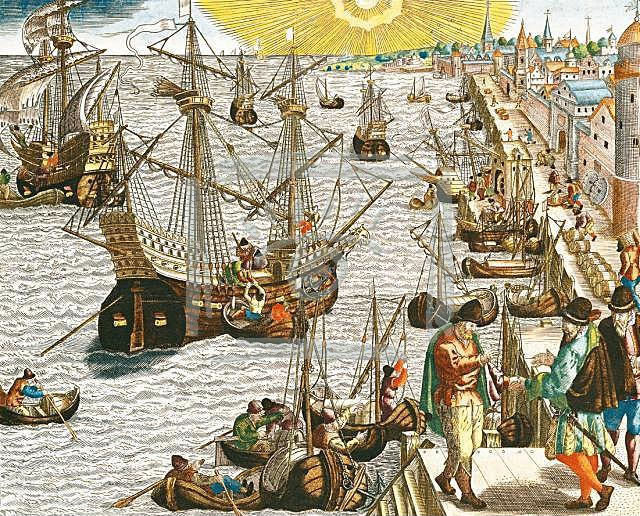
Отплытие флота из Лиссабона Theodor de Bry, 1592 год

Снаряжение армад находилась полностью в ведении Индийского дома (порт. Casa da Índia), созданного королём Мануэлем I в 1500 году. Индийский дом был проводником королевской политики по обеспечению монополии на индийскую торговлю. Эта организация отвечала за получение и реализацию привозимых товаров, пошлины, собирание и отправление армад, ведение дел в торговых факториях и финансы. Индийский дом работал в тесном сотрудничестве с Индийским Морским Агентством (порт. Armazém das Índias), которое отвечало за порты, арсенал, подготовку и наём моряков, производство и ремонт кораблей, снабжение и, что очень важно, за картографию.
Королевство пыталось привлечь к организации армад частный капитал, но риск потери кораблей был очень велик, а система государственных страховок (похожая на системы испанцев и итальянцев того же времени) была не очень развита.

## Корабли

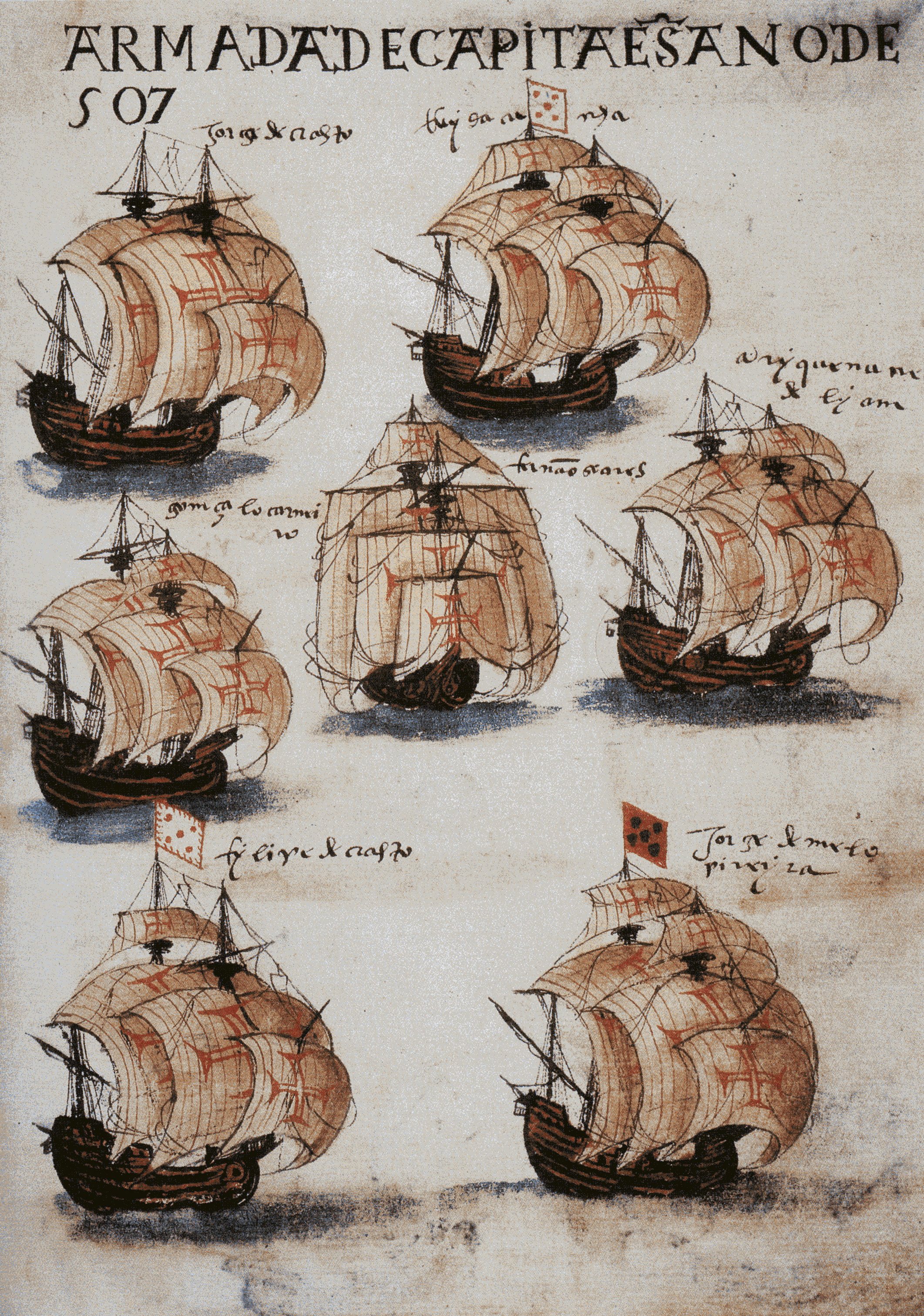
Каракка индийской армады 1507 год

Типичными грузовыми и военными кораблями индийских армад были каракки, или же, как их называли португальцы, «нау» (порт. nau) — предшественники появившихся в конце XVI века галеонов. В начале эпохи Великих географических открытий каракки были кораблями средних размеров, редко превышающих водоизмещение 100 тонн, способных нести команды в 40—60 человек. Примером таких каракк был «Сан-Габриэл» (порт. São Gabriel) — флагманский корабль экспедиции Васко да Гама в 1497—1499 годах, водоизмещением 120 тонн, один из самых больших кораблей в своё время. Сразу же после открытия морского пути в Индию португальцы стали строить каракки всё больших размеров. 2-я Индийская армада под командованием Кабралa в 1500 году уже имела каракки водоизмещением 240—300 тонн. Каракка «Флор де ла Мар» (порт. Flor de la Mar) в составе 4-й Индийской армады достигала водоизмещения 400 тонн. К середине XVI века водоизмещение каракк достигло 900 тонн, но после того, как несколько таких неповоротливых монстров было потеряно в Мадагаскарском проливе, размер каракки вернулся к водоизмещению 400—450 тонн.

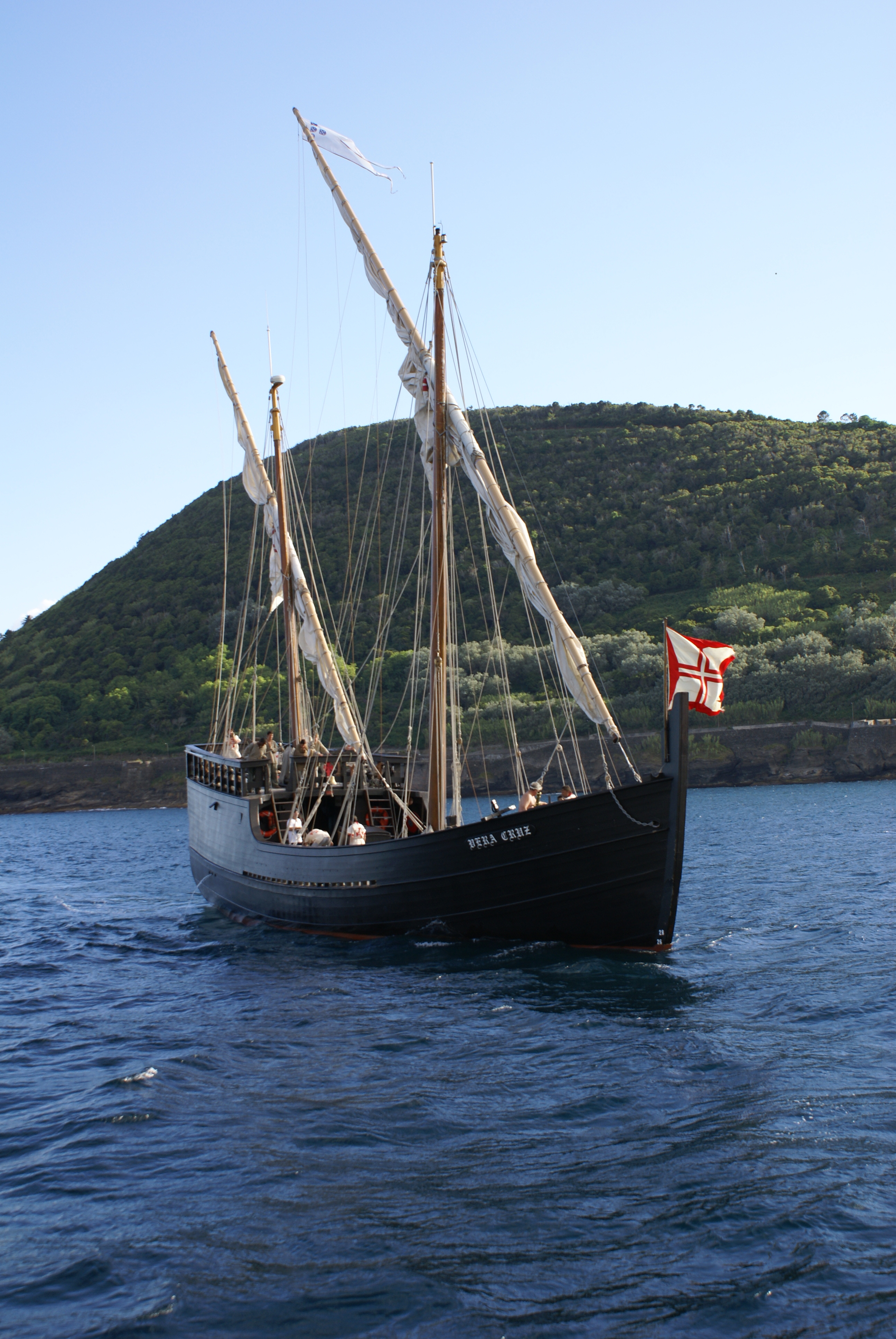
Современная модель каравеллы с латинскими косыми парусами

Каракка были так же «Виктория» Фернана Магеллана, используемая в кругосветном путешествии 1519—1522 годов, и «Санта-Мария», на которой Христофор Колумб в 1492 году открыл Америку.
Другим типом кораблей, принимавших участие в индийских походах, были меньшие по размеру, с меньшей осадкой, но более быстрые и манёвренные каравеллы. При стандартном водоизмещении 50—70 тонн (редко 100 тонн), каравеллы имели команды из 20 — 30 человек. Каравеллы могли оснащаться как латинскими косыми парусами, так и прямыми парусами. Каравеллы индийских армад часто оставались нести службу в Индийском океане, а не возвращались в Португалию.
К концу XVI века большие многопалубные галеоны, способные нести больше пушек, заменили каракки как главную военную силу армад, оставив им только функции торговых кораблей.
Бесспорный успех португальских строителей кораблей был обусловлен опытом корабелов XV века, начиная с которого стали использовать железные гвозди вместо деревянных крепежей, шпаклёвку швов и промасливание всего корпуса корабля составом на основе экспортируемой из северной Германии сосновой смолы (именно из-за этого корабли, начиная с XV века, имеют тёмный цвет).

## Артиллерия
Доминирование португальского флота на морях в XV—XVII веках было обусловлено в первую очередь преимуществом в артиллерии. Качественный скачок португальской морской артиллерии принято связывать с именем короля Жуана II. Ещё будучи принцем, Жуан II в 1474 году ввёл в практику строительства каравелл усиленную палубу, которая позволяла крепить тяжёлую артиллерию. Арабские суда доу, с которыми португальцам пришлось столкнуться в Индийском океане во времена Португало-египетской войны, вообще не могли нести на палубах пушки. На галерах, с которыми также пришлось сражаться в эти времена португальцам, обычно стояло одно тяжёлое орудие и несколько лёгких.
К 1489 году Жуан II утвердил стандартную процедуру обучения на бомбардира, ввёл должность бомбардира на корабле, разработал новую тактику ведения морского боя, подразумевающую ведение залпового огня (средневековые галеры веками использовали только тактику абордажа).

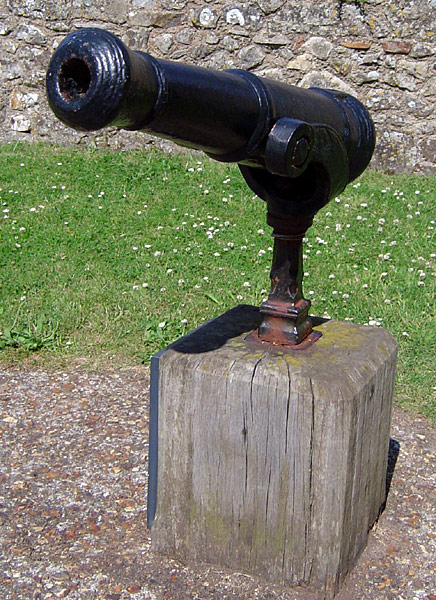
Малая пушка (порт. canhão de berço, англ. Swivel gun)

Португальцы первыми в Европе перешли с кованных железных пушек на более долговечные, надёжные и лёгкие литые бронзовые.
К 1500 году все производство пушек в Португалии было монополизировано королём, страна ввозила много бронзы из северной Европы. Большое количество оружейников и ремесленников Германии и Голландии переехало работать в Португалию. Сразу же внедрялись в Португалии самые передовые европейские технологии, такие как:
- упомянутые выше бронзовые пушки (появились изначально во Фламандии и Германии)
- Задняя зарядка пушек и затвор (Германия)
- Полустационарные корабельные лафеты (Англия)
- Закрывающиеся четырёхугольные отверстия — орудийные порты, позволяющие монтировать пушки ниже палубы (Франция)[9]

Стандартное вооружение для каравелл в начале XVI века (при экипаже в 30 человек) составляло 4 тяжёлые пушки, закреплённые ниже основной палубы, 6 фальконетов на кормовой палубе, 10 малых пушек (порт. canhão de berço, англ. swivel gun) в кормовой надстройке. Съезжая на берег, португальцы могли брать в шлюпки малые пушки.
Каракки (нау) имели обычно 6 тяжёлых пушек ниже основной палубы, 8 фальконетов на основной палубе, несколько малых пушек и две тяжёлые пушки, жёстко закреплённые перед мачтой. Каракка, как правило, была значительно лучше вооружена, чем каравелла, но менее маневренна, особенно с загруженными трюмами.

## Армады

### 1497
| 1-я Индийская армада Португалии (Васко да Гама, 1497) | |
| Отплытие из Португалии: апрель, 1497 Прибытие в Индию: май, 1498 ------------------------- Отплытие из Индии: октябрь 1498 Прибытие в Португалию: июль (Николау Коэлью), август (Васко да Гама) 1499. ------------------------- Примечания: - Вооружённые конфликты с Мозамбиком и Момбаса - Союзнические отношения с Малинди - Открыт морской путь в Индию (Каликут) | Состав: 4 корабля (2 каракка, 1 каравелла, 1 вспомогательный корабль), 170 человек 1. «Сан-Габриэл» (порт. «São Gabriel») (Васко да Гама, лоцман: Перу ди Аленкер) 2. «Сан-Рафаэл» (порт. «São Rafael'») (Паулу да Гама, брат Васко да Гама) — был сожжен на обратном пути 3. «Беррио» (порт. «Berrio») (Николау Коэлью) 4. Вспомогательное судно (название неизвестно, капитан: Гонсалу Нуньеш) — был сожжен в бухте Мосселбай |

### 1500
| 2-я Индийская армада Португалии (Педру Алвариш Кабрал, 1500) | |
| Отплытие из Португалии: март, 1500 Прибытие в Индию: сентябрь, 1500 ------------------------- Отплытие из Индии: январь 1501 Прибытие в Португалию: июнь (Николау Коэлью), июль (остальные корабли) 1501. ------------------------- Примечания: - Два корабля снаряжены частными инвесторами (9, 10) - Два корабля посланы только до Софалы (11, 12) - Два корабля вынуждены были повернуть назад из Атлантики (9, 13) - Открыта Бразилия — 22 апреля 1500 года - Диогу Диаш (корабль 12) открыл Мадагаскар - Основана фактория в Каликуте, потеряна в беспорядках, вооружённый конфликт с Каликутом - Основана фактория в Кочине, союзнические отношения с Кочином - Союзнические отношения с Каннуром, Кодунгалуром (англ. Kodungallur) и Колламом | Состав: 13 кораблей, 1500 солдат, 1000 моряков 1. Флагман (Педру Алвариш Кабрал) 2. порт. «El-Rei» — потерян на обратном пути 3. название неизвестно — Николау Коэлью 4. порт. «Simão de Miranda» 5. порт. «S. Pedro» 6. название неизвестно — потерян у мыса Доброй Надежды 7. название неизвестно — потерян у мыса Доброй Надежды 8. название неизвестно — потерян у мыса Доброй Надежды 9. название неизвестно — повернул обратно из Атлантики, потерян 10. порт. «Anunciada» 11. название неизвестно (Бартоломеу Диаш) — потерян у мыса Доброй Надежды 12. название неизвестно (Диогу Диаш) — отделился от армады у мыса Доброй Надежды, вернулся самостоятельно 13. вспомогательный корабль (название неизвестно) — после открытия Бразилии, послан с докладом в Португалию |

Другие события 1500 года
- Экспедиция Гашпара Кортириала, посланного на поиски Северо-Западного прохода. Экспедиция достигла Гренландии и вернулась обратно.

### 1501
| 3-я Индийская армада Португалии (Жуан да Нова, 1501) | |
| Отплытие из Португалии: апрель, 1501 Прибытие в Индию: август, 1501 ------------------------- Отплытие из Индии: январь (?) 1502 Прибытие в Португалию: сентябрь 1502. ------------------------- Примечания: - Два корабля снаряжены частными инвесторами (3, 4) - Открыты Остров Вознесения, Остров Святой Елены и Жуан-ди-Нова - Одержана победа в Битве при Каннануре | Состав: 4 корабля (плюс 1 вспомогательный корабль ?), 350 человек 1. Флагман ((Жуан да Нова) 2. (порт. Francisco de Novais) 3. (порт. Diogo de Barbosa) 4. (порт. Fernão Vinet) |

Другие события 1501 года
- Вторая экспедиция Гашпара и Мигеля Кортириалов, снаряженная на поиски Северо-Западного прохода. Экспедиция достигла Ньюфаундленд или Лабрадор.
- Экспедиция Гашпара де Лемуша в Бразилию.

### 1502
| 4-я Индийская армада Португалии (Васко да Гама, 1502) | |
| Отплытие из Португалии: февраль (отряд 1, 2), апрель (отряд 3) 1502 года Прибытие в Индию: сентябрь, 1502 ------------------------- Отплытие из Индии: декабрь 1502 Прибытие в Португалию: сентябрь 1503. ------------------------- Примечания: - Установлены фактории на Мозамбике и в Каннуре - Португальцы снова бомбили Каликут - Организовано патрулирование западного побережья Индии | Состав: 20 кораблей, организованных в три отряда (10 + 5 + 5), 800—1800 человек Отряд 1 Васко да Гама, 10 кораблей (4 больших каракка, 4 средних каракка, 2 каравеллы) Отряд 2 Висенте Содре — дядя Васко да Гама, 5 кораблей (2 каракка и 3 каравеллы) Отряд 3 порт. Estêvão da Gama — двоюродный племянник Васко да Гама 5 кораблей |

Другие события 1502 года
- Мигель Кортириал снаряжает экспедицию на поиски своего брата — Гашпара, не вернувшегося из экспедиции 1501 года. Корабль Мигеля Кортириала пропал.
- Итальянец Альберто Кантино подкупом получил доступ к секретному хранилищу карт португальцев — Индийскому дому и перерисовал португальскую карту с нанесёнными последними открытиями. Карта получила известность как Планисфера Кантино.

### 1503
| 5-я Индийская армада Португалии (Афонсу де Албукерки, 1503) | |
| Отплытие из Португалии: март (отряд 1, 2), апрель (отряд 3) 1503 года Прибытие в Индию: август, октябрь, 1503 года; май, сентябрь 1504 года ------------------------- Отплытие из Индии: февраль 1504 года (отряд 2) Прибытие в Португалию: июль 1504 (отряд 1), отряд 2 — все корабли потеряны. Корабли третьего отряда были найдены лишь следующей армадой. В числе прочих потерпел крушение на обратном пути корабль «Фаял» под командованием Николау Куэлью. ------------------------- Примечания: - Основан форт Мануэл в Кочине (150 человек, 2 каравеллы) - Основана фактория в Колламе | Состав: 9 кораблей, организованных в три отряда (3 + 3 + 3) Отряд 1 Афонсу де Албукерки Отряд 2 Франсишку де Албукерки (порт. Francisco de Albuquerque) — двоюродный брат Афонсу де Албукерки Отряд 3 порт. António de Saldanha |

Другие события 1503 года
- Экспедиция Гонсалу Коэлью в Бразилию. В экспедицию входит и Америго Веспуччи, уже плававший к берегам Америки вместе с Охедой в 1501 году.

### 1504
| 6-я Индийская армада Португалии (Лопо Соареш ди Албергария, 1504) |                                                                    |
| Отплытие из Португалии: апрель 1504 года Прибытие в Индию: сентябрь 1504 года ------------------------- Отплытие из Индии: январь 1505 года Прибытие в Португалию: июнь / июль 1505 года ------------------------- Примечания: - Один корабль потерян у мыса Доброй Надежды. - Найдены корабли отряда 3 предыдущей армады 1503 года. - Один корабль потерпел крушение на обратном пути в Мадагаскарском проливе. | Состав: 13 кораблей (9 больших каракк, 4 каравеллы / малых каракк) |

### 1505
| 7-я Индийская армада Португалии (Франсишку ди Алмейда, 1505) |                                                                   |
| Отплытие из Португалии: 25 марта 1505 года Прибытие в Индию: сентябрь 1505 года ------------------------- Отплытие из Индии: десять кораблей с грузом специй, разделившись на три более мелких флотилии, с небольшими интервалами покинули Индию в январе-феврале 1506 года. Прибытие в Португалию: флотилия, отплывшая первой, прибыла в Лиссабон уже в мае 1506 года, однако корабль с официальным отчетом Алмейды вернулся только в декабре. ------------------------- Примечания: - Был основан ряд важных крепостей в стратегически важных для установления господства Португалии в Индийском океане пунктах: Софале, Килве, Каннануре. - Корабль «Сан-Габриэл» под командованием Васко Гомиша де Абреу доставил в Европу невиданное по тем временам чудо — индийского слона. | Состав: 21 корабль (11 больших каракк, 4 малых и шесть каравелл). |

### 1506
8-я Индийская армада Португалии (Тристан да Кунья, 1506)

### 1507
9-я Индийская армада Португалии (Mello, 1507)

### 1508
10-я Индийская армада Португалии (Aguiar, 1508)

### 1509
11-я Индийская армада Португалии (Coutinho, 1509)

### 1510
12-я Индийская армада Португалии (Mendes, 1510)

### 1511
13-я Индийская армада Португалии (Noronha, 1511)